# Guzheng
El guzheng, o gu zheng en xinès: 古箏 és un instrument musical de cordes tradicional xinès. Pertany a la família de les cítares. El guzheng és antecessor de diversos instruments musicals, el koto japonès, el gayagum coreà, i el Djan tranh vietnamita. El guzheng posseeix ponts, a diferència del guqin, que és un altre model antic de cítara xinesa que no posseeix ponts.

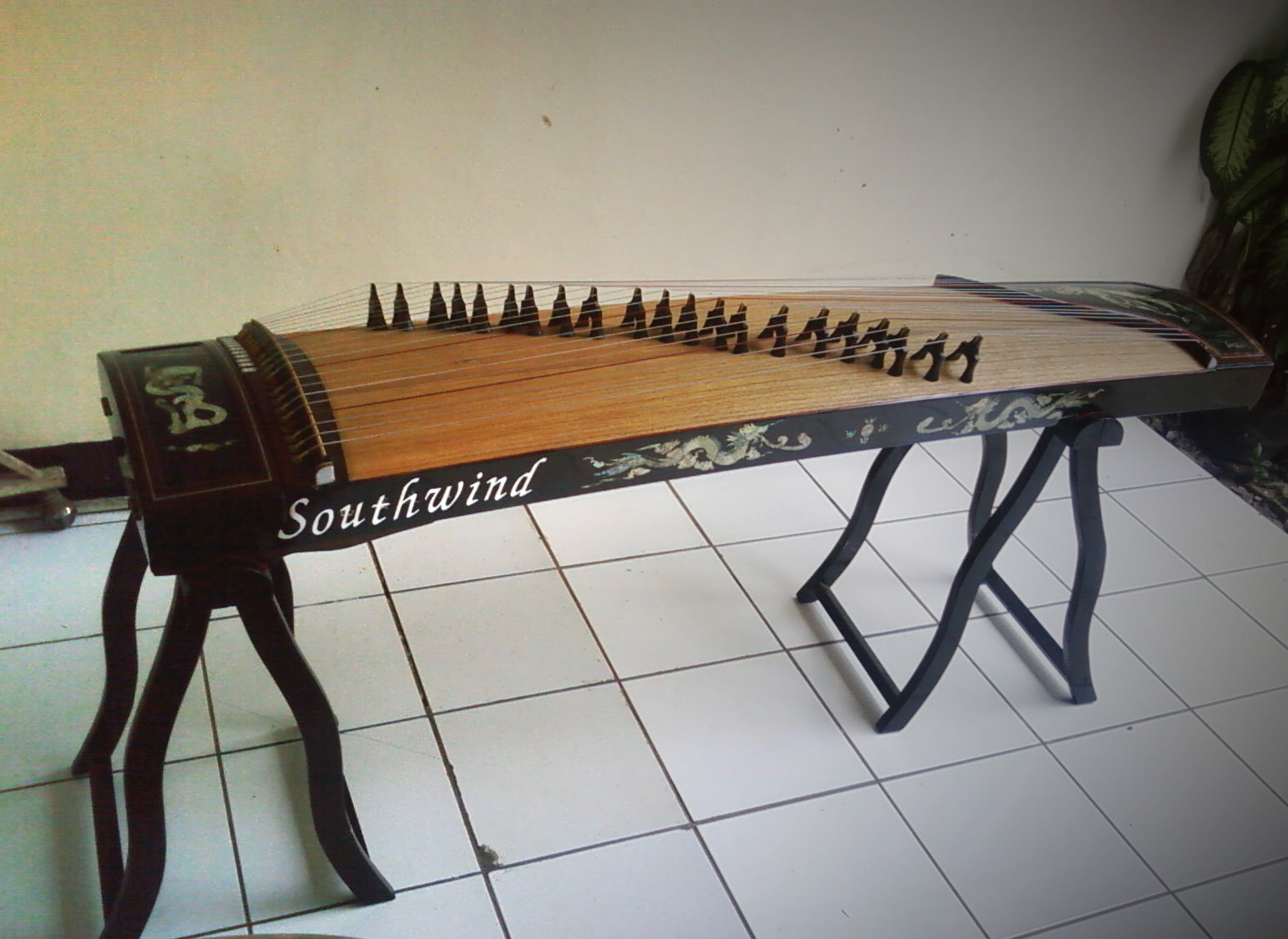
Guzheng

## Descripció
El guzheng modern és un instrument que es punteja amb els dits, similar a una cítara de mig tub amb ponts mòbils i 21 cordes, hi ha versions que tenen de 15 a 25 cordes (amb una versió que arriba a tenir més de 34 cordes). Antigament les cordes del guzheng es construïen de seda retorçada, actualment la majoria dels músics utilitzen cordes de metall (generalment d'acer per les cordes altes i d'acer embolicat en coure per les cordes baixes). Des de mitjans del segle XX la majoria dels músics utilitza cordes de metall encapsulades en niló. El guzheng posseeix una gran cavitat ressonant construïda de fusta de wu tong (Paulownia tomentosa). Altres parts, que compleixen funcions decoratives o estructurals poden estar fabricades amb altres fustes.

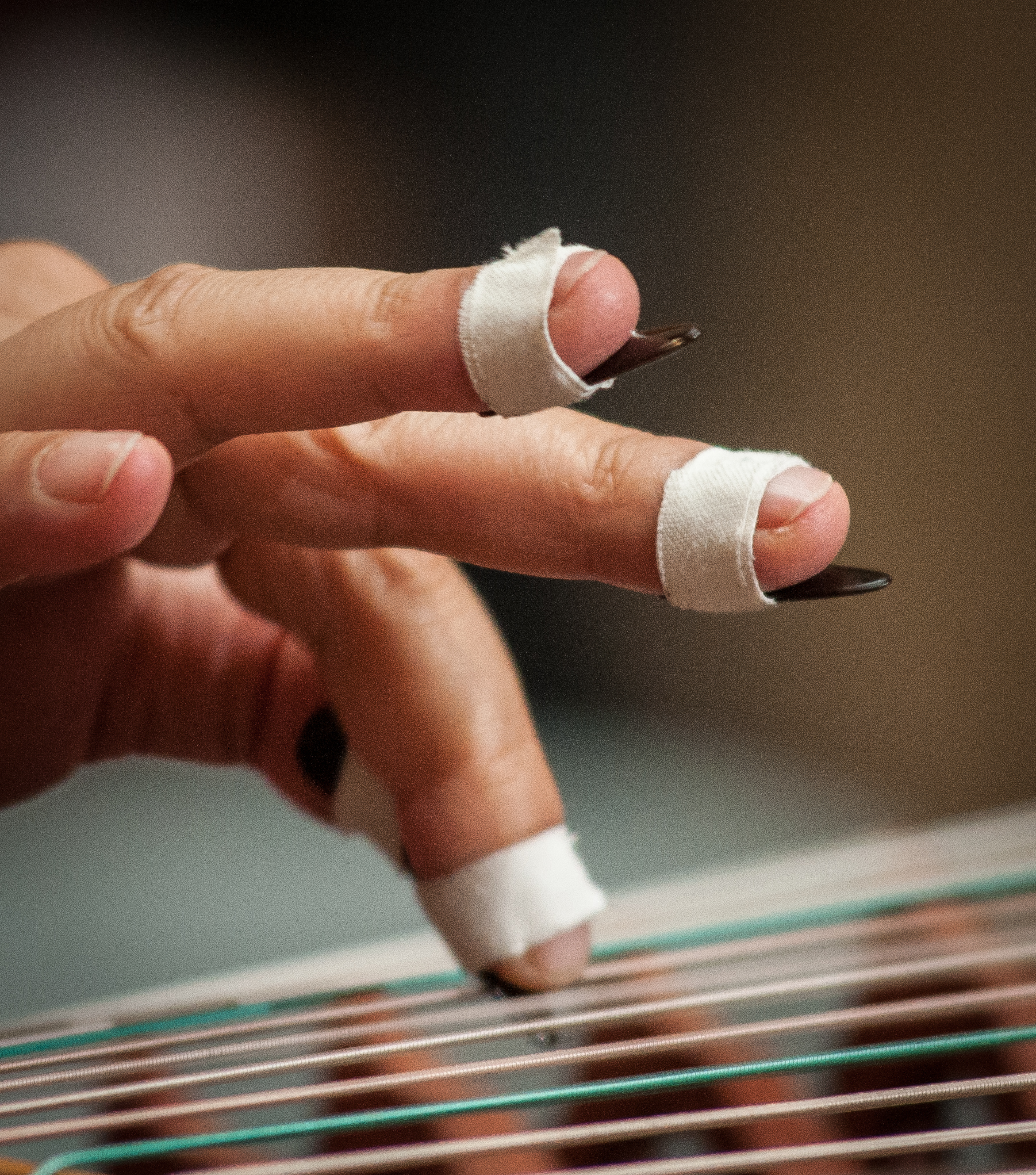
Detall de les pues als dits que s'utilitzen pel puntejat.

## Història
Els orígens del guzheng es troben associats a dos models de cítares xineses que es punteaban amb els dits, l'es i el guqin. El guzheng ha existit des del període dels Regnes Combatents sent especialment popular durant la dinastia Qin. El nombre de cordes del guzheng ha fluctuat, durant la dinastia Tang es van usar models amb només 6 cordes i altres de fins a 23 cordes. El registre més antic del guzheng en Shi Ji s'atribueix a l'historiador Si Maqian al 91 BCE.
Fins a 1961, el model de guzheng més comú tenia 16 cordes, encara que cap a mitjan segle XX també hi havia en ús models amb 18 cordes. El 1961 Xu Zhengao juntament amb Wang Xunzhi van crear el primer guhzeng amb 21 cordes després de dos anys d'investigacions i proves.

## Estils d'execució i músics
Hi ha una varietat de tècniques que s'utilitzen per tocar el guzheng, les mateixes inclouen les accions bàsiques de punteig a la zona dreta de l'instrument i accions de pressionat a la zona esquerra com també tremolo Aquestes tècniques de tocar el guzheng permeten crear sons que evoquen la cascada d'un rierol, trons, cascs de cavalls, i paisatges campestres. El puntejat es realitza principalment amb la mà dreta amb quatre pues que es fixen als dits.
L'escala pentatònica del guzheng s'afina en Do, Re, Mi, Sol i la, però Fa i Si també poden ser obtingudes estrenyent les cordes en els ponts del costat esquerre.

## El guzheng en altres gèneres
El guzheng ha estat utilitzat pel músic xinès Wang Yong (王勇) a la banda de rock Cui Jian, com també en música d'improvisació lliure. Zhang Yan ho va usar en el jazz, tocant i gravant composicions al costat de Jon Jang. Altres executants de zheng que toquen en estils no tradicionals inclouen a Randy Raine-Reusch, Mei Han, Zi Lan Liao, Levi Chen, Andreas Vollenweider, Jaron Lanier, Mike Hovancsek, i David Sait. El compositor americà Lou Harrison (1917-2003) tocava i componia per a aquest instrument. L'instrumentista Bradley Fish de Jerusalem és l'artista amb més nombre d'enregistraments per a guzheng.